# Radiotelevisión de la Región de Murcia
Radiotelevisión de la Región de Murcia (RTRM) es una empresa pública de la Región de Murcia que tiene atribuida la gestión directa del servicio público de comunicación audiovisual radiofónico en esa comunidad autónoma. Gestiona directamente el servicio público de radio a través de Onda Regional de Murcia e indirectamente el servicio público televisivo a través de La 7 por Central Broadcaster Media S.L.U. (Grupo Secuoya).

## Funciones reguladas por ley
RTRM fue creada por la Ley 9/2004, de 29 de diciembre, y sus competencias y funciones han sido modificadas por la Ley 10/2012, de 5 de diciembre y por la Ley 15/2015, de 29 de octubre.
La actividad de la radio y la televisión públicas ha de inspirarse en los siguientes principios:
1. El respeto a la libertad de expresión, así como la objetividad, la veracidad y la imparcialidad de las informaciones.
2. La separación entre informaciones y opiniones, la identificación de quienes sustenten estas últimas y su libre expresión, con los límites del apartado cuarto del artículo 20 de la Constitución.
3. El respeto al pluralismo político, cultural, religioso y social.
4. La protección de la juventud y de la infancia.
5. El fomento de los valores de igualdad y no discriminación por razón de nacimiento, raza, sexo o cualquier circunstancia personal o social.
6. El respeto al honor, a la intimidad personal y familiar y a la propia imagen.
7. La promoción de los valores históricos y culturales de la Región de Murcia.
8. El respeto, promoción y defensa de los demás principios que informan la Constitución española y el Estatuto de Autonomía para la Región de Murcia y de los demás derechos y libertades que en ellos se reconocen y garantizan.
9. La prestación de un servicio público de calidad promoviendo el respeto y el ejercicio del código ético profesional en el tratamiento informativo.

## Actividades
Radiotelevisión de la Región de Murcia cuenta con un canal de televisión generalista, con versión HD; así como dos emisoras de radio: una generalista y otra musical.

### Televisión
En televisión, La 7 agrupa para la emisión dentro de territorio murciano un canal generalista, que también emite en alta definición. Todas las cadenas se pueden ver por TDT en la Región de Murcia, plataformas de satélite o cable. Los canales son:
| Logo | Canal                  | Inicio de transmisiones | Formato de imagen |
| ---- | ---------------------- | ----------------------- | ----------------- |
|      | La 7 Canal generalista | 14 de abril de 2006     | HD                |

### Radio
En radio, Onda Regional de Murcia cuenta con dos emisoras que abarcan el territorio murciano. Emiten en frecuencia modulada y a través del canal 29 de la TDT.
| Logo | Emisora                                     | Inicio de transmisiones |
| ---- | ------------------------------------------- | ----------------------- |
|      | Onda Regional de Murcia Emisora generalista | 6 de diciembre de 1990  |
|      | OR Música Emisora de música                 | 6 de diciembre de 1990  |

## Órganos de gobierno

### Director general
El director general de la Empresa Pública Regional Radiotelevisión de la Región de Murcia es Juan Antonio de Heras y Tudela, designado el 21 de marzo de 2024 por el Consejo de Gobierno de la comunidad autónoma de la Región de Murcia.

### Consejo de Administración
Desde el 28 de octubre de 2020, la composición del Consejo de Administración es la siguiente:
| Nombre y apellidos            | Propuesto por                 |
| ----------------------------- | ----------------------------- |
| Francisco Coll Morales        | PPRM                          |
| Verónica Barcenilla St. John  | PPRM                          |
| Manuel González Sicilia       | PPRM                          |
| Piedad Alarcón García         | PSRM-PSOE                     |
| María Dolores Flores García   | PSRM-PSOE                     |
| Encarnación Toledo Jiménez    | PSRM-PSOE                     |
| Antonio Albaladejo Jiménez    | Ciudadanos Murcia             |
| Susana Jarillo González       | Vox Murcia                    |
| José Luis Domínguez Fernández | Podemos Región de Murcia-Equo |

La presidencia del Consejo de Administración se ejerce trimestralmente de forma rotatoria por orden alfabético de apellidos.

### Listado de directores generales
| Nombre y apellidos             | Inicio                   | Final                    |
| ------------------------------ | ------------------------ | ------------------------ |
| Juan Manuel Máiquez Estévez    | 15 de marzo de 2005      | 16 de septiembre de 2011 |
| José Daniel Martín González    | 16 de septiembre de 2011 | 21 de diciembre de 2012  |
| Diego Pedro García García      | 21 de diciembre de 2012  | 13 de mayo de 2016       |
| Juan Miguel Aguado Terrón      | 13 de mayo de 2016       | 28 de octubre de 2019    |
| Mariano Caballero Carpena      | 28 de octubre de 2019    | 21 de marzo de 2024      |
| Juan Antonio de Heras y Tudela | 21 de marzo de 2024      | presente                 |

## Programación
- La 7: Programación propia (informativos, Ailoviu, Murcia Conecta...) y o programación generalista distribuida por la Federación de Organismos de Radio y Televisión Autonómicos (FORTA). Televisión Murciana en la actualidad, además de canal de televisión, opera como productor de contenidos audiovisuales y proveedor de tecnología para las retransmisiones y conexiones en directo en la Región de Murcia, con 7TV. (Televisión Murciana no forma parte del Ente Público Radiotelevisión de la Región de Murcia.)
- Onda Regional de Murcia: Salvo radionoticias mañana, mediodía, nocturno y alguna retransmisión deportiva de equipos de Murcia de diferentes deportes, resto de la programación es música enlatada o programación generalista distribuida por FORTA.
- Onda Regional Música: Emite radiofórmula musical las 24 horas haciendo especial mención a la música en dialecto murciano o variedad murciana o Habla panocha.